# Triple C
Triple C is een methodiek in de behandeling van mensen met verstandelijke beperkingen en ernstig problematisch gedrag.

## Doel en perspectief
Het doel van deze behandelmethode is het verbeteren van de geestelijke gezondheid van cliënten en daarmee het optimaliseren van de kwaliteit van hun bestaan. Daarnaast is het uitgangspunt dat het gedrag van de cliënt sterk bepaald wordt door de omstandigheden waarin hij/zij leeft. In deze optiek nodigt een menswaardige omgeving uit tot menswaardig gedrag.

## Supportpiramide

Er zijn vier zijden van de "Triple C Supportpiramide". Deze bestaan uit de vier genoemde competentiegebieden. Elke zijde van de piramide wordt gevormd door de driehoek
Cliënt – Coach – Competentie.
De competentie die de cliënt op een gebied opbouwt is een co-creatie die op basis van dialoog tussen cliënt en coach tot stand komt. Deze competenties geven betekenis en zin aan het voorheen zo lege, vaak mensonwaardige bestaan, waarin het problematisch gedrag op de voorgrond stond.

Probleemgedrag kan geclassificeerd worden, maar mensen niet.

De supportpiramide is zeer sterk richtinggevend en vraagt professioneel handelen van verschillende disciplines. Het model geeft echter geen richtlijnen op het gebied van handelen volgens een protocol. Als gevolg van de unieke dialoog tussen cliënt en coach is de co-creatie geen standaard product. 
De supportpiramide is niet alleen een methodiek voor behandeling van cliënten, maar ook een model voor coaching van professionals. Het systeem in een organisatie is erop gericht dat ook begeleiders, teamleiders en orthopedagogen/psychologen samen met hun coach werken aan het verbeteren van hun competenties.

## Het dagelijks leven
In het kader van de Triple C supportpiramide richt de behandeling zich vanuit de vier competentiegebieden op herstel van het gewone leven. 
Door middel van het dagelijks leven worden in een dagvullend programma eisen gesteld met de bedoeling voorspelbaarheid en herkenbaarheid te realiseren, waardoor zelfcontrole en zelfsturing mogelijk wordt. Uiteindelijk moet dit leiden tot groei in de persoonlijke ontwikkeling van de cliënt, waardoor hij/zij meer en meer in staat is verantwoording te dragen voor verschillende aspecten van het eigen leven.
In het dagelijks leven nemen de volgende competentiegebieden een belangrijke plaats in:
- Zelfzorg
- Zorg voor de eigen woning en het huishouden
- Werken en school
- Vrije tijdsbesteding / sociaal netwerk

## Betekenis creëren
Het problematisch gedrag van cliënten vormt slechts een korte onderbreking van het bezig zijn met zinvolle activiteiten. De draad wordt zo snel mogelijk samen weer opgepakt. Hiermee heeft de cliënt houvast aan de activiteit en aan zijn begeleider.
Binnen het dagelijkse leven van de cliënt is er vanuit het dagprogramma intensieve onvoorwaardelijke ondersteuning bij de uitvoering van activiteiten binnen een competentiegebied. 
- Betekenis creëren door zelfzorg: samen eten zonder automutilatie.
- Betekenis creëren door te zorgen voor de omgeving: een deel van de dag wordt ingevuld door boodschappen te doen, de was te doen, de kamer op te ruimen etc.
- Betekenis creëren door vijf dagen per week samen zinvol werk te doen.
- Betekenis creëren door de vrije tijd goed in te vullen: samen eropuit trekken in het weekend.

## Probleemgedrag zien als het topje van de ijsberg
In de optiek van Triple C vormt problematisch gedrag van cliënten slechts het topje van de ijsberg. Als in de begeleiding alleen het problematisch gedrag de kop in gedrukt door protocollen,           medicatie, fixatie, separatie en één op één begeleiding komen daar andere symptomen voor in de plaats als we niet ook de onderliggende oorzaak aanpakken. 

## Begeleiding en bejegening
Het blijft in de dagelijkse begeleiding een hele kunst om zo min mogelijk verblind te raken door het problematische gedrag van cliënten. Dat vraagt van alle betrokkenen lef en creativiteit om vanuit deze uitgangspunten naar het problematisch gedrag van cliënten te durven kijken. Want er moet een dialoog ontstaan tussen cliënt en begeleider. Dit is alleen mogelijk in een klimaat van beheersing en controle. Het gaat erom dat zich tussen deze twee uitersten een begeleidings- en behandelingsvorm ontwikkelt die gericht is op het uitnodigen van de cliënt. Dit kan worden gerealiseerd door het bieden van kansen en uitdagingen (vertrouwen) en het geven van taken en verantwoordelijkheden (succeservaringen) en het ruimte geven aan initiatieven (eigen inbreng en invloed). Het is vaak niet zo moeilijk om te oordelen en aan visie en uitgangspunten vast te houden als er zich geen problematisch gedrag van cliënten voordoet. In de hantering van problematisch gedrag blijkt het voor begeleidingsteams moeilijk om uitgangspunten overeind te houden die iedereen in de begeleiding en opvoeding vanzelfsprekend vindt als zich geen problemen voordoen. Het uitgangspunt van Triple C is doorgaan als het minder vanzelfsprekend wordt met de "vanzelfsprekende" orthopedagogische begeleiding ook als de cliënt zich afwijkend, storend en/of agressief gedraagt.